# يوسو ندور
يوسو ندور (بالفرنسية: Youssou N'Dour) ولد في (1 أكتوبر 1959) في داكار، السنغال، هو مطرب سنغالي، وعازف على آلات إيقاعية في بعض الأحيان. في عام 2004، وصفته مجلة رولينغ ستون، «بالمغني الأكثر شهرة على قيد الحياة في السنغال وجزء كبير من أفريقيا»  وقال إنه ساعد على تطوير نمط من الموسيقى الشعبية في السنغال.

## الحياة والعمل
بدأ أداء الأغاني في سن 12 عاما. وفي غضون بضع سنوات وفي وقت مبكر من شبابه كان ينشط بانتظام مع فرقة ستار المحلية، وهي المجموعة الأكثر شعبية في داكار في سبعينيات القرن العشرين. وانضم بعد ذلك عدد من أعضاء الفرقة كان ندور من بينهم إلى مجموعة أوركسترا ستار في ذلك الوقت.
على الرغم من أن ندور كان يرتبط بفئة المغنين التقليديين في مجتمعه من ناحية نسب والدته، الا انه لم ينشأ على تقاليد تلك الفئة، ولكنه اتجه إلى تعلم الموسيقى خلافاً لإخوته. وقد شجعه والداه على ذلك مما جعله ينظر إلى الأمور بطريقة أكثر حداثة، جعلته يرتوي من ثقافتين مختلفتين، وكانت النتيجة أنه يشير إلى نفسه على أنه «مطرب تقليدي» (بالإنجليزية: griot) حديث.
في عام 1979، شكل بنفسه فرقة «ايتوال دو داكار». وكان عمله في وقت مبكر مع «ايتوال دو داكار» في نمط الأنغام اللاتينية الأكثر شعبية في جميع أنحاء أفريقيا خلال تلك الفترة، ولكنه في الثمانينيات بدأ بوضع اصوات موسيقية فريدة حققت للفرقة تميزاً وشهرة كبيرة، وقد كانت «ايتوال دو داكار» تضم العازف جيمي مباي على القيثارة، والعازف حبيب فاي.
في عام 2006، لعب ندور دوراً في فيلم اميزينغ غريس الذي يؤرخ لجهود ويليام ويلبرفورس لانهاء الرق في أفريقيا وبريطانيا وبقية أنحاء الامبراطورية البريطانية.

## الألبومات
- ريو بيتيم (1984)
- نيلسون مانديلا (1986)
- المهاجرين من (1988)
- الأسد (1989)
- تعيين (1990)
- العيون المفتوحة (1992)
- ثاني وخمسون (2000)
- جوكو: من القرية إلى المدينة (2000)
- جوكو: وينك (2000)
- لو بال الكبرى (2000)
- سانت لويس (2000)
- لو بال الكبرى في بيرسي (2001)
- تاي با (2002)
- لا شيء عبثا (2002)
- يوسو ندور ورفاقه (2002)
- مصر (2004)
- داكار - كينغستون (2010)